# Нтумба, Калала
Жан Калала Нтумба (фр. Jean Kalala Ntumba; 7 января 1949, Бельгийское Конго — 12 января 2021) — заирский футболист, нападающий.

## Биография
Родился 7 января 1949 года.
В 1970 году являлся игроком заирского «ТП Энглеберт» из Лубумбаши, сейчас команда называется «ТП Мазембе». С 1970 года по 1975 год играл за клуб «Вита» из города Киншаса. В 1970 году он занял 4-е место в списке претендентов на награду футболист года в Африке, в 1972 году Нтумба был также претендентом на эту награду. Вместе с клубными командами завоёвывал шесть турниров Лубумбаши, три Кубка Конго и Африканский Кубок чемпионов 1973 вместе с «Витой».
Выступал за национальную сборную Заира. Участник Кубка африканских наций 1972 в Камеруне, на котором он забил 3 гола.
В квалификации на чемпионат мира 1974 Нтумба провёл 2 матча и забил 2 гола. В 1974 году главный тренер Заира Благоя Видинич вызвал Калала на чемпионат мира, который проходил в ФРГ и стал первым мундиалем для Заира в истории. Нтумба был заявлен под 20 номером. В своей группе команда заняла последнее 4 место, уступив Шотландии, Бразилии и Югославии. Калала на турнире сыграл 1 матч против Бразилии.
Всего за сборную Заира провёл 10 матчей и забил 5 мячей.
Скончался 12 янтаря 2021 года в возрасте 73 лет.